# Kora nadnercza
Kora nadnercza (łac. cortex suprarenalis) – położona zewnętrznie część nadnercza, pochodzenia mezodermalnego, stanowiąca 80–90% masy tego narządu.
Zasadniczą funkcją kory nadnercza jest czynność hormonalna. W korze nadnerczy wytwarzane są (od zewnętrznej do wewnętrznej warstwy):
- mineralokortykoidy[1][2] – w warstwie kłębkowatej (łac. zona glomerulosa)
- kortykosteroidy[1][2] – w warstwie pasmowatej (łac. zona fascicularis)
- androgeny[2] – w warstwie siatkowatej, ale w stopniu pomijalnie małym.

Hormony wydzielane przez korę nadnerczy, szczególnie kortykosteroidy i mineralokortykoidy, mają bardzo istotne znaczenie dla prawidłowego funkcjonowania organizmu. Ich niedobór powoduje poważne zaburzenia chorobowe, mogące być zagrożeniem dla życia.